# Großdeutschlandfahrt 1939
Großdeutschlandfahrt 1939 - eller Tyskland Rundt 1939 - var den ottende udgave af etape-cykelløbet Tyskland Rundt, der blev afviklet i perioden fra den 1. juni til den 24. juni 1939.
Med sine godt 5000 kilometer var løbet næsten 800 kilometer længere end Tour de France og var dermed verdens længste etapeløb i 1939. Dette var også formålet, da den tyske sportsminister Hans von Tschammer und Osten havde givet instruktioner til sine medarbejdere om, at løbet skulle overgå Tour De France.
Løbet blev vundet af den tyske cykelrytter Georg Umbenhauer, mens danske Arne Pedersen fra Dansk Bicycle Club og Ordrupbanen endte på en imponerende samlet ottendeplads.